# Ludigenoides
Ludigenoides là một chi bọ cánh cứng trong họ 
Elateridae.
Chi này được miêu tả khoa học năm 2004 bởi Platia.

## Các loài
Các loài trong chi này gồm:
- Ludigenoides birmanicus Platia & Gudenzi, 2006
- Ludigenoides laotianus Platia & Gudenzi, 2006
- Ludigenoides malaccensis Platia, 2004
- Ludigenoides melantoides (Fleutiaux, 1940)
- Ludigenoides minor (Candèze, 1888)
- Ludigenoides sabahensis Platia & Gudenzi, 2006
- Ludigenoides schawalleri Platia, 2004
- Ludigenoides thailandicus Platia, 2004